# Curt Enhörning
Curt Ivan Enhörning, född 19 oktober 1898 i Sköns församling, död 14 september 1985 i Stockholm,var en svensk friidrottare som tävlade för IFK Stockholm.
Han vann SM-guld i längdhopp år 1917. Enhörning var son till August Enhörning.